# Lissophanes
Lissophanes és un gènere monotípic d'arnes de la família Crambidae. Conté només una espècie, Lissophanes ceramica, que es troba al Perú.
L'envergadura alar és d'uns 12 mm.